# (500608) 2012 UK132
(500608) 2012 UK132 es un asteroide perteneciente al cinturón de asteroides, región del sistema solar que se encuentra entre las órbitas de Marte y Júpiter, descubierto el 17 de octubre de 2012 por el equipo del Mount Lemmon Survey desde el Observatorio del Monte Lemmon, Arizona, Estados Unidos.

## Designación y nombre
Designado provisionalmente como 2012 UK132. 

## Características orbitales
2012 UK132 está situado a una distancia media del Sol de 3,000 ua, pudiendo alejarse hasta 3,331 ua y acercarse hasta 2,670 ua. Su excentricidad es 0,110 y la inclinación orbital 7,455 grados. Emplea 1898,68 días en completar una órbita alrededor del Sol.

## Características físicas
La magnitud absoluta de 2012 UK132 es 16,2. 